# Fred Williamson
Fred Williamson (Gary, 5 marzo 1938) è un attore, regista cinematografico ed ex giocatore di football americano statunitense.

## Biografia
Williamson è stato un celebre giocatore di football americano, in zona di difesa nella AFL negli anni sessanta. Dopo aver giocato a football al college per la Northwestern University alla fine degli anni cinquanta, giocò un anno nei Pittsburgh Steelers nella NFL nel 1960. Passò alla nuova AFL l'anno successivo, giocando per quattro stagioni negli Oakland Raiders e per tre stagioni nei Kansas City Chiefs.
Durante il periodo con i Chiefs, Williamson divenne uno dei primi promotori del football, coniando il soprannome "The Hammer" - perché usava il suo braccio per dare colpi di karate al capo degli avversari. In seguito al suo ritiro dal mondo del football, Williamson seguì una carriera da attore, per la maggior parte al fianco del running back Jim Brown. Prima che lo facesse Jim nel 1974, Fred posò nudo per la rivista Playgirl nell'ottobre 1973.
Uno dei primi ruoli televisivi di Fred Williamson fu quello in Una città tra le nuvole, un episodio di Star Trek, nel ruolo di Anka. Interpretò il ragazzo di Diahann Carroll nella sitcom Julia.
Due dei suoi primi ruoli cinematografici furono in M*A*S*H di Robert Altman del 1970 e in Dimmi che mi ami, Junie Moon. Interpretò, nel 1973, un afroamericano mafioso in Black Caesar - Il Padrino nero e nel suo sequel Tommy Gibbs criminale per giustizia. Dopo questi, apparve come attore e lavorò come regista in diversi film, la maggior parte dei quali considerati appartenenti al genere della blaxploitation.
Nel 1974 venne selezionato dalla rete televisiva ABC come commentatore del Monday Night Football per rimpiazzare Don Meredith, che aveva lasciato il posto libero, per cercare una carriera da attore sul network rivale, la NBC. Williamson venne usato sulle reti pre-stagione, ma venne definito inattendibile. Per questo, venne tolto dal suo posto di lavoro all'inizio della stagione regolare, aggiudicandosi il titolo di "prima persona a non durare per un'intera stagione di football alla MNF". Venne rimpiazzato da Alex Karras.
Da quel momento, Williamson continuò la sua carriera come attore e regista, venendo rispolverato da Quentin Tarantino per il film Dal tramonto all'alba di Robert Rodriguez, e apparendo successivamente nella versione cinematografica della serie televisiva degli anni settanta Starsky & Hutch.

## Palmarès

### Franchigia
- Campionati AFL : 1

Kansas City Chiefs: 1966

### Individuale
- AFL All-Star: 3

1961, 1962, 1963

## Filmografia parziale

### Attore

#### Cinema
- M*A*S*H, regia di Robert Altman (1970)
- Dimmi che mi ami, Junie Moon (Tell Me That You Love Me, Junie Moon), regia di Otto Preminger (1970)
- Libero di crepare (The Legend of Nigger Charley), regia di Martin Goldman (1972)
- Violenza sul ring (Hammer), regia di Bruce D. Clark (1972)
- Black Caesar - Il Padrino nero (Black Caesar), regia di Larry Cohen (1973)
- The Soul of Nigger Charley, regia di Larry G. Spangler (1973)
- Tommy Gibbs criminale per giustizia (Hell Up in Harlem), regia di Larry Cohen (1973)
- Jeff Bolt l'uragano di Macao (That Man Bolt), regia di Henry Levin e David Lowell Rich (1973)
- Crazy Joe, regia di Carlo Lizzani (1974)
- Uomini duri (Tough Guys), regia di Duccio Tessari (1974)
- Con tanti cari... cadaveri detective Stone (Black Eye), regia di Jack Arnold (1974)
- Dinamite agguato pistola (Three the Hard Way), regia di Gordon Parks Jr. (1974)
- Boss Nigger, regia di Jack Arnold (1974)
- Bucktown, regia di Arthur Marks (1975)
- La parola di un fuorilegge... è legge! (Take a Hard Ride), regia di Antonio Margheriti (1975)
- Il cobra nero (Mean Johnny Barrows), regia di Fred Williamson (1975)
- Adiós Amigo, regia di Fred Williamson (1975)
- The New Spartans, regia di Jack Starrett (1975)
- No Way Back, regia di Fred Williamson (1976)
- Death Journey, regia di Fred Wiliamson (1976)
- Blind Rage, regia di Efren C. Piňon (1976)
- Joshua, regia di Larry G. Spangler (1976)
- Destinazione Roma (Mr. Mean), regia di Fred Williamson (1977)
- Quel maledetto treno blindato (The Inglorious Bastards), regia di Enzo G. Castellari (1978)
- Cappotto di legno, regia di Gianni Manera (1981)
- Vigilante, regia di William Lustig (1982)
- 1990: I guerrieri del Bronx (1990: Bronx Warriors), regia di Enzo G. Castellari (1982)
- Trio mortale (One Down, Two to Go), regia di Fred Williamson (1982)
- I nuovi barbari (The New Barbarians), regia di Enzo G. Castellari (1983)
- The Last Fight, regia di Fred Williamson (1983)
- The Big Score, regia di Fred Williamson (1983)
- I guerrieri dell'anno 2072, regia di Lucio Fulci (1983)
- I predatori dell'anno Omega (Warrior of the Lost World), regia di David Worth (1984)
- Impatto mortale, regia di Fabrizio De Angelis (1984)
- Vivre pour survive (White Fire), regia di Jean-Marie Pallardy (1985)
- Foxtrap, regia di Fred Williamson e Jean-Marie Pallardy (1986)
- The Messenger, regia di Fred Williamson (1986)
- Eroi dell'inferno (Hell's Heroes), regia di Stelvio Massi (1987)
- The Black Cobra, regia di Stelvio Massi (1987)
- Delta Force Commando, regia di Pierluigi Ciriaci (1988)
- Deadly Intent, regia di Nigel Dick (1988)
- The Black Cobra 2, regia di Edoardo Margheriti (1989)
- The Kill Reflex, regia di Fred Williamson (1989)
- Delta Force Commando 2 (Delta Force Commando II: Priority Red One), regia di Pierluigi Ciriaci (1990)
- The Black Cobra 3, regia di Edoardo Margheriti (1990)
- Detective Malone, regia di Umberto Lenzi (1991)
- Three Days to a Kill, regia di Fred Williamson (1992)
- Steele's Law, regia di Fred Williamson (1992)
- State of Mind, regia di Reginald Adamson (1992)
- Deceptions, regia di L.J. Munkler (1992)
- Una chiamata nella notte (South Beach), regia di Fred Williamson e Alain Zabourn (1993)
- Caccia silenziosa (Silent Hunter), regia di Fred Williamson (1995)
- Dal tramonto all'alba (From Dusk Till Dawn), regia di Robert Rodriguez (1996)
- Sfida finale (Original Gangsters), regia di Larry Cohen (1996)
- Night Vision - La morte è in onda (Night Vision), regia di Gil Bettman (1997)
- New York Miami - La strada del rap (Ride), regia di Millicent Shelton (1998)
- Gli adoratori del male (Children of the Corn V: Fileds of Terror), regia di Ethan Wiley (1998)
- A tutti i costi (Whatever It Takes), regia di Brady Mackenzie (1998)
- F117 - Eroi del cielo (Active Stealth), regia di Fred Olen Ray (1999)
- Trappola negli abissi (Submerged), regia di Fred Olen Ray (2000)
- Down'n Dirty, regia di Fred Williamson (2000)
- The Rage Within, regia di Mike Norris (2001)
- Deadly Rhapsody, regia di Don Abernathy (2001)
- Shadow Fury, regia di Makoto Yokoyama (2001)
- On the Edge, regia di Fred Williamson (2002)
- Starsky & Hutch, regia di Todd Phillips (2004)
- Lexie, regia di Fred Williamson (2004)
- Transformed, regia di Efren C. Piñon (2005)
- Spaced Out, regia di Scott Grenke (2006)
- Soft Target, regia di Art Camacho (2006)
- Vegas Vamres, regia di Fred Williamson (2007)
- Fighting Words, regia di E. Paul Edwards (2007)
- Revamped, regia di Jeff Rector (2007)
- Shoot the Hero, regia di Christian Sesma (2010)
- Zombie Apocalypse: Redemption, regia di Ryan Thompson (2012)
- Dropping Evil, regia di Adam Protextor (2012)
- The Voices from Beyond, regia di Tony DeGuide (2012)
- Beyond Control, regia di Patrick Jerome (2012)
- Last Ounce of Courage, regia di Darrell Campbell e Kevin McAfee (2012)
- Daddy-O Died So That Love Could Live, regia di Adam Protextor - cortometraggio (2012)
- Dark Stories, regia di Nico Sentner - cortometraggio (2012)
- .357, regia di Brian Skiba (2013)
- Billy Trigger, regia di Christian Viel (2014)
- Atomic Eden, regia di Nico Sentner (2015)
- Check Point, regia di Thomas J. Churchill (2017)
- Victory by Submission, regia di Alan Autry (2017)
- A Chance in the World, regia di Mark Vadik (2017)
- Unkillable, regia di Troy N. Ashford (2018)
- Jackson Bolt, regia di A'Ali De Sousa (2018)
- A Stone Cold Christmas, regia di Courtney Miller (2018)
- VFW, regia di Joe Begos (2019)
- Devil's Triange, regia di Brendan Petrizzo (2021)

#### Televisione
- Ironside – serie TV, 1 episodio (1968)
- The Outsider – serie TV, episodio 1x20 (1969)
- Star Trek – serie TV, episodio 3x21 (1969)
- In nome della giustizia (The Bold Ones: The Protectors) – serie TV, 2 episodi (1969)
- Giulia – serie TV, 22 episodi (1969-1971)
- Sulle strade della California (Police Story) – serie TV, 2 episodi (1973-1976)
- A tutte le auto della polizia (The Rookies) – serie TV, 1 episodio (1974)
- Ruote (Wheels) – miniserie TV, 1 episodio (1978)
- Supertrain – serie TV, 1 episodio (1979)
- CHiPs – serie TV, 2 episodi (1979)
- Fantasilandia (Fantasy Island) – serie TV, 1 episodio (1979)
- Lou Grant – serie TV, 1 episodio (1981)
- Miles Lite: Tastes Great, Less Filing – serie TV, 1 episodio (1981)
- Half Nelson – serie TV, 6 episodi (1985)
- Un giustiziere a New York (The Equalizer) – serie TV, 2 episodi (1985)
- Amen – serie TV, 1 episodio (1988)
- Renegade – serie TV, 1 episodio (1994)
- Arli$$ – serie TV, 1 episodio (1996)
- Fast Track – serie TV, 22 episodi (1997-1998)
- Psi Factor – serie TV, 2 episodi (1998)
- Blackjack, regia di John Woo – film TV (1998)
- Air Combat (Active Stealth), regia di Fred Olen Ray – film TV (1999)
- The Jamie Foxx Show – serie TV, 1 episodio (2000)
- Carmen: A Hip Hopera, regia di Robert Townsend – film TV (2001)
- On The Edge, regia di Fred Williamson – film TV (2002)
- Ned - Scuola di sopravvivenza (Ned's Declassifed Guide) – serie TV, 1 episodio (2005)
- Knight Rider – serie TV, 1 episodio (2009)
- Pushing Daisies – serie TV, 1 episodio (2009)
- Comedy Bang! Bang! – serie TV, 2 episodi (2012, 2015)
- Real Husbands of Hollywood – serie TV, 2 episodi (2014-2016)

### Regista
- Il cobra nero (Mean Johnny Barrows) (1975)
- Adiós amigo (1975)
- No Way Back (1976)
- Death Journey (1976)
- Destinazione Roma (1977)
- Trio mortale (1982)
- The Last Fight (1983)
- The Big Score (1983)
- Foxtrap (1986)
- The Messenger (1986)
- The Kill Reflex (1989)
- On The Edge (2002) – film TV

## Doppiatori italiani
Nelle versioni in italiano delle opere in cui ha recitato, Fred Williamson è stato doppiato da:
- Glauco Onorato in Crazy Joe, Dal tramonto all'alba
- Emilio Cappuccio ne I nuovi barbari, Impatto mortale
- Aldo Reggiani in M*A*S*H
- Gigi Pirarba in Jeff Bolt l'uragano di Macao
- Luciano De Ambrosis in Uomini duri
- Pino Locchi in La parola di un fuorilegge... è legge!
- Bruno Alessandro in Quel maledetto treno blindato
- Vittorio Di Prima in Air Combat
- Carlo Valli in On The Edge
- Alessandro D'Errico in Ned - Scuola di sopravvivenza